# کلاته رضاخان
کلاته رضاخان، روستایی است از توابع بخش مرکزی شهرستان قوچان در استان خراسان رضوی ایران.

## جمعیت
این روستا در دهستان دوغائی قرار داشته و بر اساس سرشماری سال ۱۳۸۵ جمعیت آن ۱۴۴ نفر (۳۷ خانوار)
بوده است.